# Numídia (província)

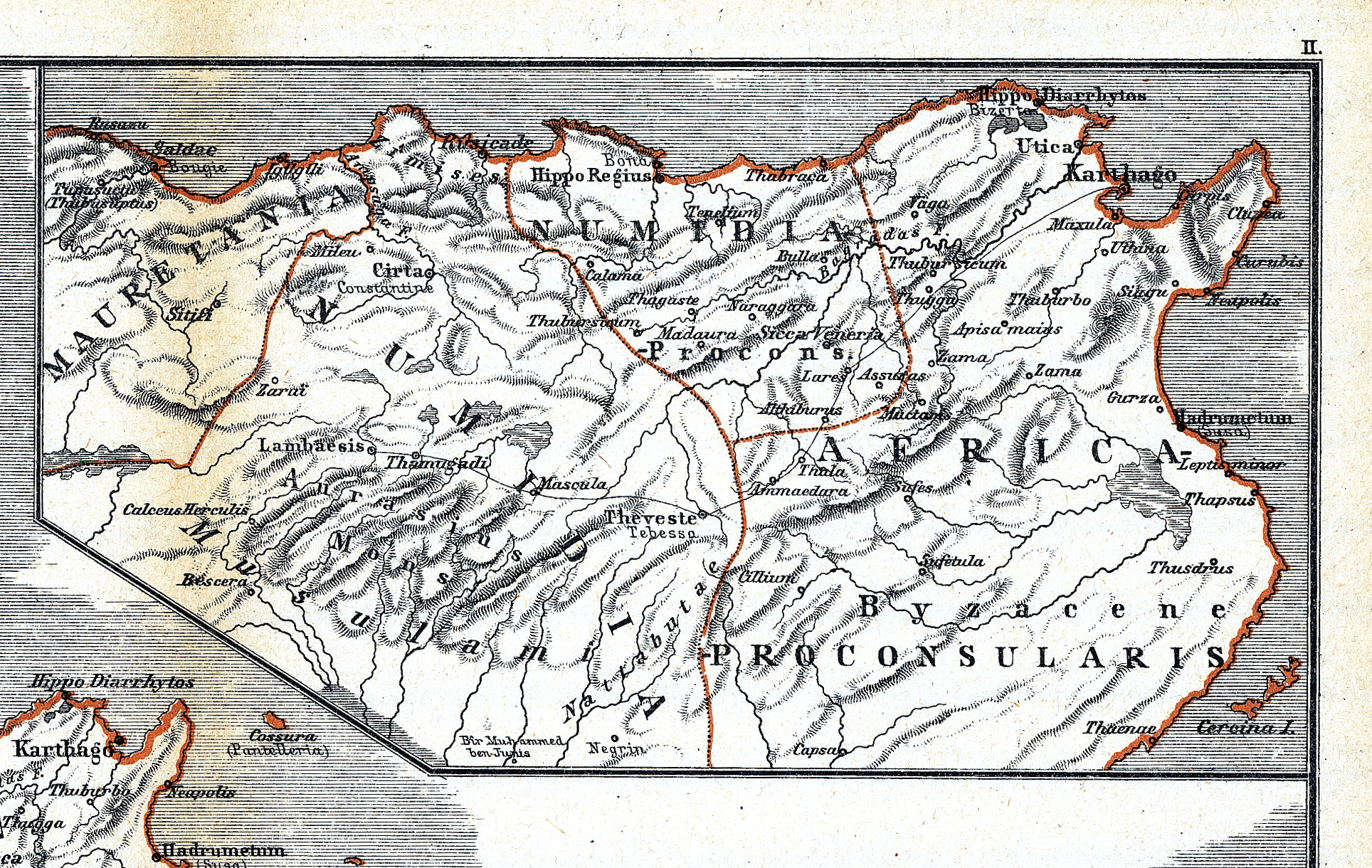
Mapa da Numídia Romana, de acordo com Mommsen

Numídia foi uma província romana na costa norte da África, compreendendo aproximadamente o território do nordeste da Argélia.

## História
As pessoas da região foram identificadas pela primeira vez como númidas por Políbio, por volta do século II a.C., embora fossem frequentemente chamadas de nodidianos.
A Numídia Oriental foi anexada em 46 a.C. para criar uma nova província romana, a África Nova. A Numídia Ocidental também foi anexada após a morte de seu último rei, Arábio, em 40 a.C., e as duas províncias foram unidas a Tripolitana pelo Imperador Augusto, para criar a África Proconsular. Em 40 d.C., a porção ocidental da África Proconsular, incluindo sua guarnição legionária, foi colocada sob um legatus imperial e, com efeito, tornou-se uma província separada da Numídia, embora o legatus da Numídia permanecesse nominalmente subordinado ao procônsul da África até 203 d.C.
Durante o segundo século, a província foi cristianizada, mas, no século IV, aderiu à heresia donatista, apesar de dar origem a homens de fé ortodoxa tão ilustres quanto Santo Agostinho, bispo de Hipona (atual Annaba).
Depois de 193, sob Septímio Severo, Numídia foi oficialmente destacada da província da África e constituiu uma província por direito próprio, governada por um legado imperial. Sob Diocleciano, constituiu uma província simples na reorganização tetrárquica, depois foi brevemente dividida em duas: Numidia militana e Numidia cirtensis.
Em 428, os vândalos começaram suas incursões nas províncias africanas. Eles finalmente conseguiram criar o Reino Vândalo, que durou entre 432 e 534, o ano em que os vândalos caíram e as províncias africanas foram reincorporadas ao domínio romano (oriental) e formaram o Exarcado da África.
Entre 696 e 708, a região foi conquistada pelos exércitos muçulmanos e tornou-se parte de Ifríquia.

## Principais cidades
A Numídia, como as outras províncias africanas, tornou-se altamente romanizada e foi repleta de numerosas cidades. As principais cidades da Numídia Romana eram: no norte, Cirta (atual Constantina), a capital, com seu porto Russicada (atual Skikda); e Hipona (perto de Bône), conhecida como a sé de Santo Agostinho. Ao sul, no interior, as estradas militares levaram a Tébessa (Tébessa) e Lambésis, com extensos restos romanos, conectados por estradas militares com Cirta e Hipona, respectivamente.

Lambésis era a sede do Legio III Augusta e o mais importante centro estratégico. Ele comandava as passagens das montanhas Orés, um bloco de montanha que separava Numídia das tribos bereteiras do deserto de Getúlia, e que foi gradualmente ocupada em toda sua extensão pelos romanos sob o Império. Incluindo essas cidades, havia no total vinte que, sabidamente, receberam de uma vez ou outra o título e o status das colônias romanas; e no século V, a Notitia Dignitatum enumera nada menos que 123 visões cujos bispos se reuniram em Cartago em 479.